# 502
Cette page concerne l'année 502  du calendrier julien. Pour l'année 502 av. J.-C., voir 502 av. J.-C. Pour le nombre 502, voir 502 (nombre).
L'année 502 est une année commune qui commence un mardi.

## Événements

### Asie
- 22 août : les Perses sassanides déclarent la guerre à l'empire d'Orient[1] pour manquement au traité de 442 (fin le 28 novembre 506)[2].
- 5 octobre : les Perses assiègent la ville frontière d'Amida au Nord de la Mésopotamie. Elle est prise et mise à sac le 10 janvier 503[2].

- En Chine, Xiao Yan marche sur Nankin forçant les dirigeants Qi, ses alliés, à céder leur pouvoir. Il fonde la dynastie Liang (fin en 557)[3].
- Le chef des Ghassanides obtient de l'empereur Anastase le titre de phylarque d'Arabie[4].

### Europe
- 29 mars : à Lyon, le chef burgonde Gondebaud promulgue un nouveau code (loi gombette)[5]. Rédigée en latin, elle régit à la fois les Burgondes et les Gallo-romains et règle les rapports entre eux. C’est une synthèse juridique entre le code burgonde et les lois romaines.
- Mai[6] : réunion du synode chargé de juger le pape Symmaque à Sainte-Marie-du-Trastevere. Le pape accepte de comparaitre devant les évêques mais demande au préalable le départ du visiteur Pierre d'Altinum[7].
- 1er septembre[6] : une émeute est déclenchée à Rome quand le pape Symmaque se rend avec ses partisans  de Saint-Pierre du Vatican à Sainte-Croix-de-Jérusalem au concile convoqué par Théodoric pour le juger ; le pape se retire à Saint-Pierre et refuse de comparaitre[8].
- 23 octobre[6]  : Synodus palmaris. Le pape Symmaque est rétabli au motif que le successeur de saint Pierre ne peut être subordonné à la justice pénale laïque. Les partisans de l'antipape Laurent le font revenir à Rome[9]. La guerre civile continue pendant quatre ans[7].
- 6 novembre : nouvelle cession du concile de Rome réunie à Saint-Pierre sous la présidence du pape Symmaque. L'édit publié par le préfet Basile en 483, réglementant les aliénations des biens de l'Église est déclaré nul, ce qui innocente le pape. Un nouveau décret équivalent est publié[7].
- Décembre : Césaire est ordonné évêque d’Arles (fin en 542)[10].

- Les Bulgares ravagent la Thrace[11].
- Verdun tombe aux mains des Francs[12].
- Interdiction de la pantomime dans l’Empire byzantin. Ce genre de représentation (des farces bouffonnes) fait intervenir des danseurs travestis en femmes. Les troubles à l’ordre qui en découlent ont raison de ces spectacles[13].

## Naissances en 502
- Amalric, roi des Wisigoths.
- Brochwel Ysgythrog, roi de Powys.

## Décès en 502
- 16 août : Éon, évêques d'Arles[10].
- Geneviève de Paris[14].